# Synegia potenza
Synegia potenza là một loài bướm đêm trong họ Geometridae.